# Sabbia
Sabbia – miejscowość i gmina we Włoszech, w regionie Piemont, w prowincji Vercelli.
Według danych na rok 2004 gminę zamieszkiwały 93 osoby, 6,6 os./km².